# Сотников, Михаил Трифонович
Михаил Трифонович Сотников (22 мая 1917 — 24 апреля 1945) — командир полуглиссера ПГ-111 1-го отдельного отряда полуглиссеров 1-й бригады речных кораблей Днепровской военной флотилии, старшина 2-й статьи.

## Биография
Родился 22 мая 1917 года в станице Новоекатериновской Кочубеевского района Ставропольского края.
В Военно-Морском Флоте в 1937—1940 годах и с 1942 года. Прошёл действительную военную службу на Тихоокеанском флоте.
Летом 1944 года участвовал в боях за белорусские города Бобруйск и Пинск. Отличился в битве за Берлин при форсировании реки Шпрее в ночь с 23 на 24 апреля 1945 года. Под шквальным огнём противника переправил на противоположный берег три группы десантников. Погиб от разрыва фаустпатрона.
Указом Президиума Верховного Совета СССР от 31 мая 1945 года за образцовое выполнение боевых заданий командования и проявленные при этом отвагу и геройство старшине 2-й статьи Сотникову Михаилу Трифоновичу посмертно присвоено звание Героя Советского Союза.